# Sei in un Paese meraviglioso (singolo)
Sei in un Paese meraviglioso è un singolo del cantautore italiano Giancane, pubblicato il 9 giugno 2023 per l'etichetta Woodworm, nonché sigla della serie animata Questo mondo non mi renderà cattivo.

## Tracce
1. Sei in un Paese meraviglioso – 3:00